# Wolscy herbu Półkozic

Herb Półkozic

Wolscy herbu Półkozic – polska rodzina szlachecka.

## Przedstawiciele
- Mikołaj Wolski
- Mikołaj Wolski (zm. 1548)
- Mikołaj Wolski – skarbnik rawski w 1739 roku
- Mikołaj Wolski
- Mikołaj Wolski (zm. 1621)
- Stanisław Wolski (zm. 1566) – marszałek nadworny koronny
- Zygmunt Wolski (zm. 1574)